# João Baptista Machado

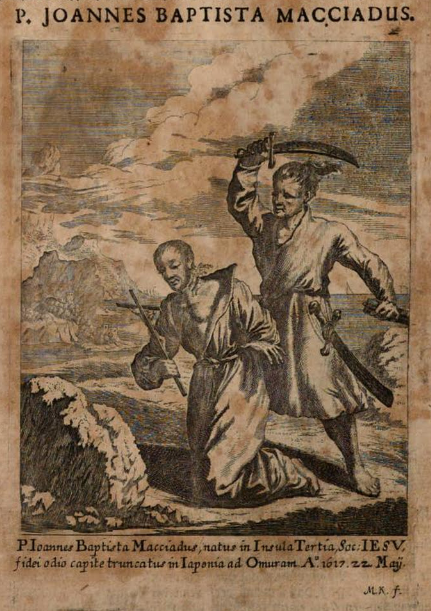
Decapitação de João Baptista Machado (gravura de Melchior Küsel incluída na obra de Mathias Tanner Societas Jesu usque ad sanguinis et vitae profusionem militans ..., Praga, 1675).

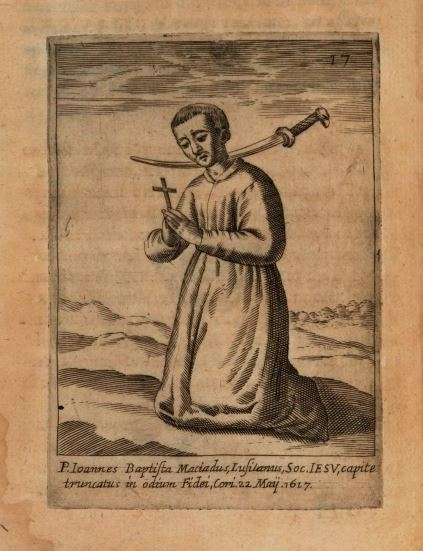
Gravura representado o martírio de João Baptista Machado (gravura de Pierre Miotte publicada na obra de António Francisco Cardim, 1650).

João Baptista Machado SJ (Angra, 1582 — Omura, Japão, 22 de maio de 1617) é um beato da Igreja Católica Romana, padroeiro principal da Diocese de Angra. Ordenado sacerdote em Goa, foi um dos missionário da Companhia de Jesus enviados para o Japão, onde foi detido e executado durante a perseguição ao cristianismo desencadeada na década de 1610 naquele país. Foi beatificado pelo papa Pio IX em 1867, decorrendo atualmente o seu processo de canonização. Apesar do culto popular que existiu em torno da figura da venerável Margarida de Chaves, conhecida nos Açores como "santa" Margarida de Chaves, João Baptista Machado é até agora o único açoriano que mereceu as honras dos altares, embora apenas como beato.

## Biografia
Nasceu na cidade de Angra, numa casa situada nas imediações do actual Largo Prior do Crato (posteriormente incorporada no Colégio da Companhia de Jesus de Angra), filho de Cristóvão Vieira e de Maria Cota da Malha, uma família rica ligada à mais antiga e distinta aristocracia da ilha Terceira, descendendo da família dos Canto e Faria Maia. Foi baptizado na Sé de Angra, em 1580,  cuja escola frequentou até aos 15 anos, idade com que partiu para Lisboa, seguindo depois para Coimbra.
À morte do pai, desistiu de todos os seus bens em favor de sua mãe, fez legados pios e lembrou-se de amigos. Foi admitido no Colégio da Companhia de Jesus de Coimbra a 10 de Abril de 1597, contando então apenas 16 anos de idade, onde iniciou o noviciado. Concluídos os estudos e tendo ali professado, partiu para a Índia em 1601, com outros 15 companheiros jesuítas.
No Oriente continuou a frequentar os estudos dos colégios da Companhia, tendo estudado Filosofia em Goa e Teologia em Macau, sendo ordenado sacerdote em Goa. Depois de ordenado, autorizaram-no a ir para as missões do Japão.
Deixou Goa como missionário destinado ao Japão em 1609, quando já ordens do shōgun (将軍, lit. "comandante do exército") Tokugawa Ieyasu (徳川家康, Tokugawa Ieyasu) determinavam que os missionários cristãos deveriam abandonar o território nipónico.
Ignorando a língua japonesa, foi forçoso ficar no Colégio Jesuíta de Arima até adquirir os conhecimentos indispensáveis para a missionação. Depois estudar a língua japonesa, e já orientalizado, iniciou as suas tarefas missionárias. Depois de visitar a cidade de Meaco (みやこ, miyako; "capital", como a cidade era conhecida por ter sido a capital do Japão), hoje Kyoto, e a cidade de Fuximo, hoje Fujimi Fujimi-shi (富士見市), Saitama, acabou por se fixar na cidade de Gotō (五島市 -shi), no sul do arquipélago japonês.
Resolveu permanecer no Japão após ter recebido em 1614 ordem imperial para abandonar as ilhas. Passou, então, a missionar na clandestinidade, trabalhando, disfarçado, para acudir às necessidades espirituais das comunidades cristãs japonesas existentes no sul do arquipélago. Em abril de 1617 foi descoberto e detido quando confessava um grupo de cristãos.
Foi levado para a cidade de Omura, nos arredores de Nagasaki, e encarcerado na prisão de Cori (hoje Kori, norte de Omura), onde partilhou o cárcere com o franciscano frei Pedro da Assunção, superior do Convento de Nagasaki. Foi executado por decapitação a 22 de maio de 1617, no monte Obituri, juntamente com cerca de 100 cristãos de várias congregações. Por coincidência, aquele dia era o Domingo da Santíssima Trindade, nos seus Açores natais, dia do Segundo Bodo do ano de 1617. Com ele foi executado o franciscano português frei Pedro da Assunção. Rezam as crónicas que aceitou com serenidade a morte, considerando-a um martírio. Tinha então 37 anos de idade, estando há 20 anos na Companhia de Jesus, há 16 anos no Oriente e há 8 anos no Japão.

## Devoção
Foi beatificado, juntamente com 204 outros mártires japoneses, pelo papa Pio IX, que aprovou o ofício e a missa próprios pelo breve Martyrum rigata sanguine, com data de 7 de Maio de 1867.
A cerimónia solene de beatificação teve lugar na Basílica de São Pedro no domingo, dia 7 de Julho de 1867. O grupo de 205 beatos passou a ser conhecido no Martirológio Romano com o título de Carlos Spínola e Companheiros Mártires do Japão.
A designação Carlos Spínola e Companheiros Mártires do Japão engloba João Baptista Machado e outros 204 mártires vítimas da mesma perseguição, num grupo que ficou conhecido como os beatos mártires do Japão. O grupo é constituído por 205 católicos romanos executados no Japão entre 1617 e 1632, durante a repressão anticristã desencadeada pelos shoguns Tokugawa Hidetada e Tokugawa Iemitsu em Nagasaki e Tóquio. Ao todo, são 166 cristãos leigos, quase todos japoneses, e 39 sacerdotes, dos quais 13 são jesuítas, 12 são dominicanos, 8 franciscanos, 5 agostinhos e 1 sacerdote diocesano japonês.  Incluídos no Martirológio Romano, o grupo Beato Carlos Spínola e Companheiros Mártires no Japão tem comemoração a 8 de Junho.
O bispo de Angra D. João Maria Pereira do Amaral e Pimentel, por breve de 28 de Abril de 1872, introduziu a festividade do Beato João Baptista Machado em Angra, a comemorar-se a 15 de Fevereiro de todos os anos. Por diligências daquele prelado realizou-se a 30 de Abril de 1876, na igreja do Colégio dos Jesuítas de Angra, a primeira festividade de pontifical em honra do glorioso mártir cristão beato João Baptista Machado, cuja imagem aquele bispo ofertara e nesse dia benzera, proclamando-o patrono da cidade, da ilha e da diocese.
Em 1962 foi declarado pelo papa João XXIII protector especial da Diocese de Angra, sendo 22 de Maio a sua data de veneração. Quando houve em Angra do Heroísmo uma exposição dedicada ao emigrante açoriano, a comissão, presidida por José Agostinho, com o apoio das autoridades eclesiásticas, escolheu João Baptista Machado para patrono dos emigrantes açorianos. A sugestão partira de Luís da Silva Ribeiro (1822-1955) que apelidara como patrono dos emigrantes, aquele que foi, pelo espírito, o maior dos açorianos.
A Junta Geral do Distrito Autónomo de Angra do Heroísmo, na altura presidida por Agnelo Ornelas do Rego, declarou o beato João Baptista Machado patrono do Distrito de Angra e promoveu, durante anos, no dia 22 de Maio, uma sessão solene em sua homenagem. Com a extinção do distrito, tal prática caiu em desuso.
Está pendente na Santa Sé o processo de canonização do beato João Baptista Machado, existindo uma comissão diocesana para a causa da canonização. Foi entregue um pedido de canonização ao papa João Paulo II, aquando da sua visita aos Açores em 1991. Este processo é já secular, tendo já o padre António Cordeiro (1641-1722), jesuíta natural da ilha Terceira e autor da História Insulana publicada em 1717, dedicou ao seu companheiro o capítulo 44 do Livro VI daquela obra, com a genealogia do Invicto Mártir, apelo em não retardar as diligências a fim de obter a canonização de João Baptista Machado escrevendo: «E ainda que necessária e santamente se costuma gastar muito na canonização dum Santo para se executar com a devida decência e culto, não deve isto obstar a uma ilha Terceira que, sem pedir a outrem coisa alguma, pode por si só fazer por tal causa os tais gastos».
A primeira obra conhecida que biografa João Baptista Machado deve-se ao jesuíta António Francisco Cardim, que louvou João Baptista Machado na sua obra Elogios, e ramalhetes de flores borrifado com o sangue dos mártires da Companhia de Jesus, a quem os tiranos do Império de Japão tiraram as vidas, publicada em 1650. O tema foi retomado recentemente na obra Mártires do Japão, do arquitecto Eduardo Kol de Carvalho, durante anos Conselheiro Cultural de Portugal no Japão e professor de Estudos Portugueses na Universidade de Estudos Estrangeiros de Quioto. Para além destes, estão publicados dois livros sobre a sua vida, obra e martírio, para além de variados artigos dispersos. Existem diversas gravuras representando o martírio de João Baptista Machado.
Há uma igreja dedicada ao Beato João Baptista Machado, na ilha Terceira e a sua imagem está exposta em várias igrejas da diocese de Angra e na diáspora açoriana, em esculturas e vitrais. Dá nome a uma rua na cidade de Angra do Heroísmo e a uma canada na freguesia da Ribeirinha, para além de constar na designação de diversas instituições terceirenses. A sua festa anual realiza-se na diocese açoriana com a categoria litúrgica de solenidade, a 22 de Maio.
Tem estátua numa praça pública da cidade de Angra do Heroísmo, erguida em 1988, da autoria do escultor açoriano Raposo de França. O monumento ao Beato e Mártir no Japão João Baptista Machado resultou da iniciativa de uma comissão composta por paroquianos da Sé de Angra. A solene inauguração do monumento ocorreu a 3 de setembro de 1988. Na cultura popular, a sua biografia serviu de tema a uma peça de teatro e a pelo menos uma dança de espada.